# Gatsibo
Gatsibo is een district (akarere) in de oostelijke provincie van Rwanda. De hoofdstad is Kabarore.

## Geografie
Het district bestaat uit gebieden in het noordoosten van Rwanda, tussen Kayonza en Nyagatare. De Duitse post van Gatsibo was hier gevestigd, evenals het huidige militaire kamp Gabiro. Het oostelijke deel van het district ligt in het Akagera Nationaal Park, met de rivier de Kagera die de grens vormt met Tanzania.

## Sectoren
Gatsibo district is verdeeld in 14 sectoren (imirenge): Gasange, Gatsibo, Gitoki, Kabarore, Kageyo, Kiramuruzi, Kiziguro, Muhura, Murambi, Ngarama, Nyagihanga, Remera, Rugarama and Rwimbogo.

## Externe links

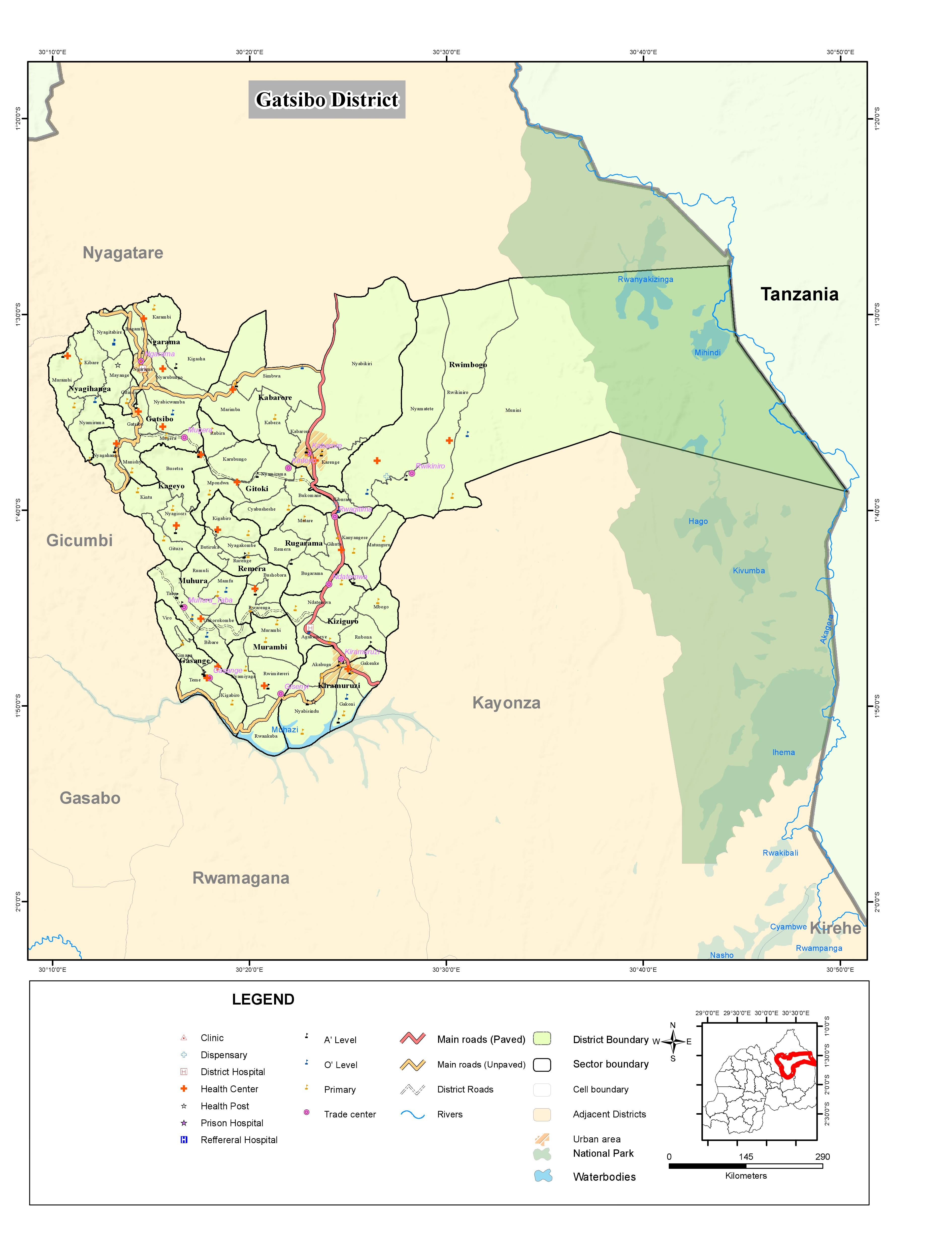
Kaart van Gatsibo district